# Gravity of Light
Gravity of Light (рус. Гравитация света) — восьмой альбом финской англоязычной хеви-метал-группы Tarot, выпущен в Финляндии 10 марта 2010 года, в Европе — 23 апреля 2010 года, в США — 8 июня 2010 года. Диск занял 2 место в финских чартах.

## Список композиций
1. Satan is Dead — 4:12
2. Hell Knows — 6:05
3. Rise! — 4:30
4. Pilot of All Dreams — 3:42
5. Magic and Technology — 5:48
6. Calling Down the Rain — 4:11
7. Caught in the Deadlights — 4:41
8. I Walk Forever — 4:49
9. Sleep in the Dark — 4:41
10. Gone — 7:03
11. End Of Everything (bonus track)